# Меркава
«Меркава́» (івр. מרכבה, колісниця) — серія ізраїльських основних бойових танків, що випускаються з 1979 року донині. Існують п'ять поколінь серійних танків (Меркава 1, 2, 3, 4 та 5). Четверте покоління стоїть на озброєнні ізраїльської армії з 2004 року, п'яте — з 2023.
Через тривалі збройні конфлікти Ізраїлю з сусідніми арабськими державами, танки серії «Меркава» встигли взяти участь у бойових діях. Кампанії, в яких брав участь танк: Перша (1982) та Друга (2006) ліванські війни, операція «Непорушна скеля» (2014), вторгнення ХАМАСу в Ізраїль (2023).
На основі Меркава IV розробили БМП «Намер».

## Історія створення
Програма розробки танка «Меркава» була затверджена в серпні 1970 року, незабаром після відмови Великої Британії продати Ізраїлю танки «Чифтен». Роботи з проєктування очолив генерал-майор Ісраель Таль, що незвично для світової практики танкобудування. Таль був не інженером, а бойовим офіцером, учасником всіх арабо-ізраїльських воєн. Під час Шестиденної війни він командував однією з трьох бронетанкових колон, які розгромили єгипетські війська на Синаї, наприкінці 1960-х років зайняв пост командувача бронетанковими військами Армії оборони Ізраїлю (АОІ). Сталевий макет танка був виготовлений вже у квітні 1971-го року, протягом 1972-го відпрацьовувалася концепція переднього розміщення моторно-трансмісійного відділення (МТО) на переробленому танку «Центуріон». У грудні 1974-го були побудовані два перших дослідних зразки. Перші 4 серійних танки були передані АОІ у квітні 1979-го, а в жовтні того ж року «Меркава Mk.1» був офіційно прийнятий на озброєння.
Серійне виробництво «Меркава Mk.1» почалося в середині 1979 року. Всього було вироблено близько 250 танків цієї моделі. Всі танки «Меркава Mk.1» були частково модернізовані до рівня Mk.2 («Меркава Mk.1B»). Вперше в світі всі боєприпаси мали вогнестійку упаковку. У кормі була механізована боєукладка на 5 снарядів.

## Конструкція
Характерною особливістю танка є розташування моторно-трансмісійного відділення в передній частині корпусу, а в кормі розташований відсік, у якому можна перевозити десант, поранених або додаткові боєприпаси. Ця особливість перетворює «Меркаву», по суті, на універсальну бойову машину, здатну виконувати роль і танка, і БТР.
Відсік має броньові двері в кормі, що дозволяє екіпажу в критичних ситуаціях залишати танк іззаду.

### Корпус і башта
Корпус і башта танка — литі, мають великі кути нахилу броні (до 75-80 °). Знімний верхній броньовий лист МТО трохи піднятий щодо іншої частини корпусу, і його кромка перекриває нижню частину башти спереду, захищаючи найбільш уразливий в танку стик — між баштою й корпусом. У передній частині верхнього броньованого листа є відкидна панель для доступу до двигуна і проведення на ньому найпростіших регламентних робіт. Поперечна броньована перегородка встановлена усередині корпусу безпосередньо перед двигуном, простір між перегородкою і лобовою деталлю зайнято паливними баками. Ще одна перегородка з броні відокремлює двигун від бойового відділення.
Моторно-трансмісійне відділення зміщене до правого борту корпусу, зліва від нього розташоване відділення управління. У механіка-водія встановлені три нерухомих перископічних прилади, причому середній може замінятися приладом нічного бачення без підсвічування. Через значне зміщення його робочого місця до лівого борту і незначний кут нахилу верхнього броньованого листа МТО огляд механіка-водія вправо сильно обмежений. Механік-водій потрапляє на своє місце або через кормовий люк і бойове відділення, або через зсувний люк у верхньому броньованому листі корпусу.
Основний запас пального розміщений у паливних баках, встановлених у задній частині броньованих ніш над гусеницями. У спонсонах над гусеницями, що мають рознесене бронювання, між броньованими листами розташовані агрегати, ушкодження яких не веде до втрати танком боєздатності. У верхній передній частині правої та лівої ніш над гусеницями перебувають решітки для забору повітря, що охолоджує двигун. Решітки для випуску повітря й отвір для викиду відпрацьованих газів перебувають у бічній частині правої ніші над гусеницями. Вихлопні гази змішуються з повітрям і охолоджуються, що сприяє зниженню помітності танка в ІЧ-діапазоні. Забір повітря для живлення двигуна здійснюється через решітку з зони за сходинкою верхнього броньованого листа МТО з правого боку башти.
Башта танка «Меркава» має клиноподібну форму, що сприяє рикошету снарядів при обстрілі з передньої півсфери. Броня башти рознесена, в проміжку між стінками встановлюються додаткові захисні елементи. До кормової ніші башти кріпиться великий кошик.
Робоче місце навідника розташоване праворуч від гармати. У навідника встановлений оптичний приціл з 8-кратним збільшенням та вбудованим лазерним далекоміром і перископічний оглядовий прилад. Перед оптичною головкою прицілу до поверхні башти приварені спеціальні ребра, що сприяють рикошету куль і осколків снарядів. Інформація про відстані до цілі від лазерного далекоміра надходить у балістичний обчислювач. Дані про швидкість цілі, кути крену, атмосферні умови (швидкість вітру, тиск, температура повітря) вводяться в обчислювач автоматично, а про тип снаряда і знос каналу гармати — вручну. Датчики атмосферних параметрів встановлені на висувній телескопічній щоглі, розташованій зліва в кормовій частині башти.
Командир розташовується позаду навідника, його сидіння піднесено щодо сидіння навідника. У командира встановлений панорамний оптичний приціл зі змінним збільшенням (від 4х до 20х). Приціл командира має відводи денної й нічної оптичних гілок від прицілу-далекоміра навідника, завдяки чому він може давати останньому цілевказання, а при необхідності вести вогонь із гармати замість навідника. На додаток до панорамного прицілу, навколо люка командира встановлені п'ять перископічних нерухомих оглядових приладів.
Місце заряджаючого знаходиться зліва від гармати. У нього встановлений один поворотний наглядовий прилад. При необхідності, заряджаючий може виконувати функції механіка-водія або навідника. Радіотехніка розміщується у башті, ліворуч від місця заряджаючого.

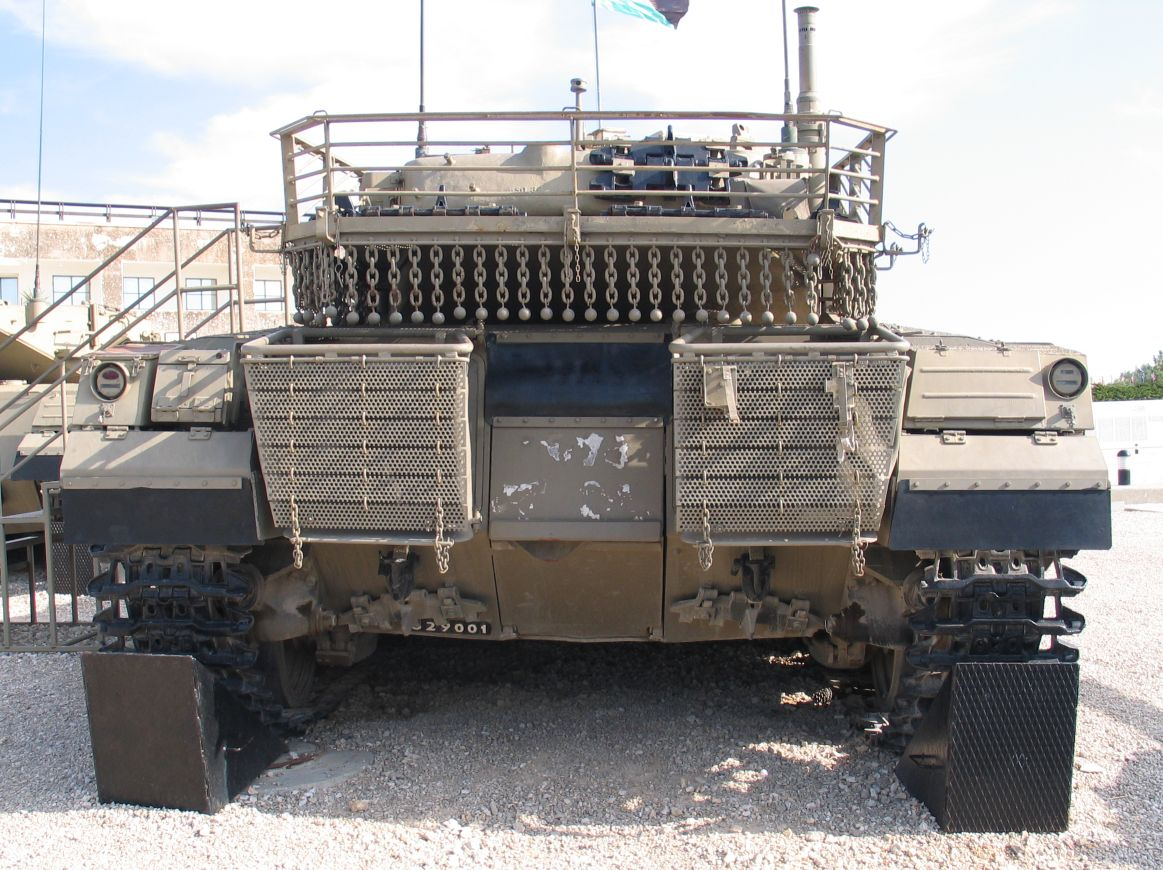
У кормовому бронелисті є двостулковий люк шириною 600 мм для доступу в бойове відділення

У задній частині корпусу розташований відсік для розміщення додаткового боєкомплекту, резервного екіпажу або шести десантників. Також у ньому можна установити чотири ноші з пораненими. У кормовому броньованому листі є двостулковий люк шириною 600 мм для доступу в бойове відділення. Верхня частина люка відкривається вгору, нижня — вниз. Тактика використання танка «Меркава» не передбачає перевезення солдатів на полі бою. Стандартним вважається екіпаж із чотирьох осіб і розміщення в кормовому відсіку боєкомплекту.
У бойовому і моторно-трансмісійному відділеннях змонтована швидка автоматична система пожежогасіння «Спектронікс». Танк також оснащений системою захисту від зброї масового ураження. Вентиляція з фільтром колективного типу встановлена в кормовій частині корпусу. Доступ до вентиляції здійснюється через дверцята розміром 80 × 80 см, які знаходяться праворуч від осі танка в кормовому бронелисті. Такі ж дверцята зліва закривають відсік з акумуляторними батареями.

### Озброєння

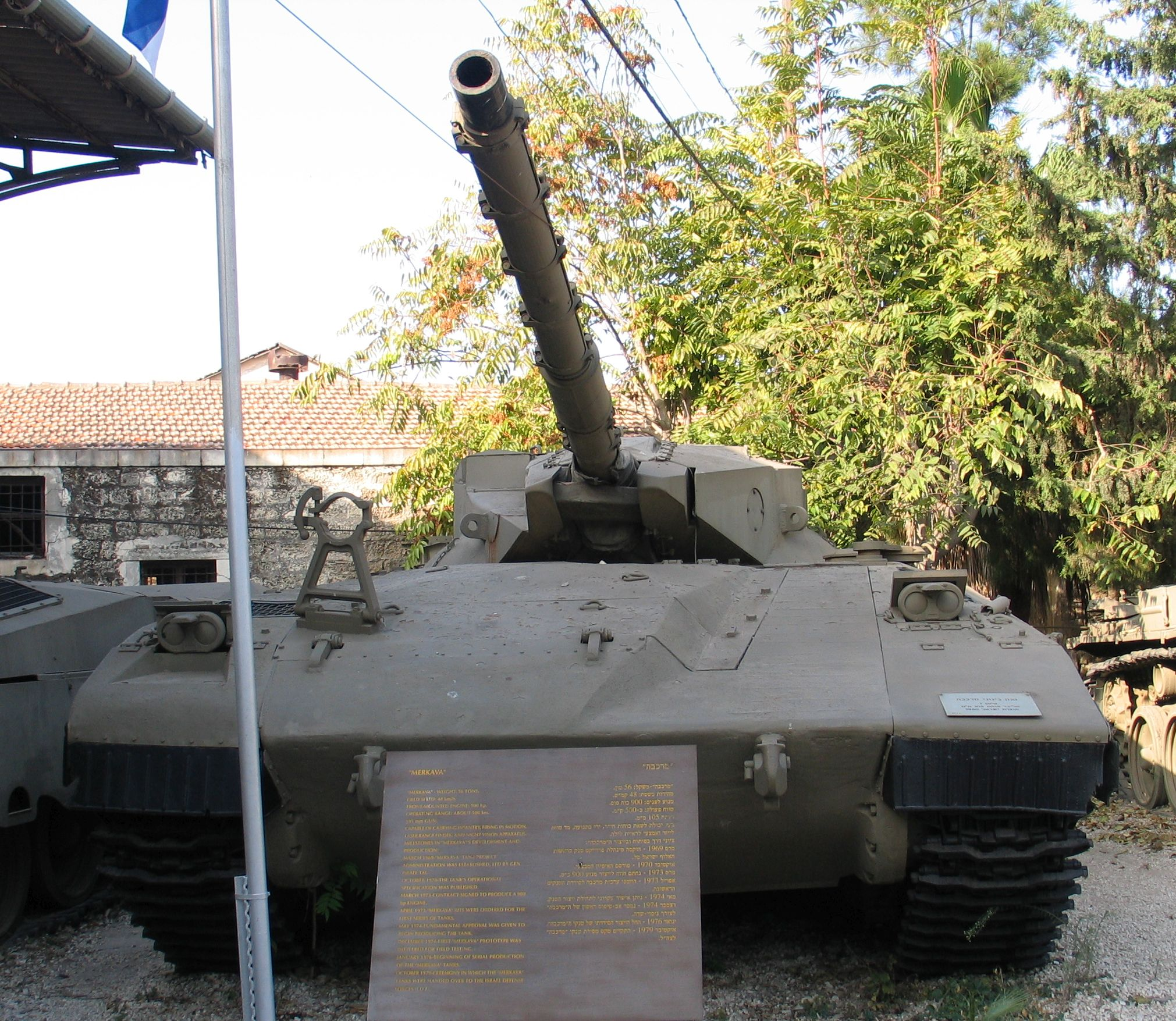
105-мм нарізна гармата M68 на «Меркава» Mk.1

На танку «Меркава» встановлена американська 105-мм нарізна гармата M68 (ліцензійний варіант англійської L7). Всі гармати для «Меркави» виготовлені на підприємствах «Israel Military Industries» («Ізраїльська військова промисловість»). Кути наведення гармати у вертикальній площині від -8,5 до + 20 °. Гармата забезпечена термічно-ізольованим кожухом, щоб уникнути вигину осі гармати через нерівномірне нагрівання. Маска гармати, як і на танку «Чіфтен», відсутня. Боєкомплект танка становить 62 постріли, однак, при необхідності (в перевантаження), його можна збільшити до 86 пострілів. У боєкомплект входять постріли з п'ятьма типами снарядів — бронебійним підкаліберним, кумулятивним, фугасним-бронебійним, димовим і снарядом з готовими уражуючими елементами. Велика частина боєзапасу (48 пострілів) розташована в кормовій частині корпусу танка в контейнерах зі скловолокна із внутрішнім гумовим теплоізоляційним покриттям, по чотири снаряди в кожному.
Гармата стабілізована у двох площинах. Приводи розвороту башти й наведення гармати у вертикальній площині електрогідравлічні. Гідроакумулятор і гідравлічний силовий блок розміщуються в кормовій ніші башти та відокремлені від бойового відділення броньованою перегородкою.
Допоміжне озброєння включає, спарений  кулемет MAG (7,62-мм) з гарматою, що випускається в Ізраїлі за бельгійською ліцензією. Кулемет встановлений ліворуч від гармати. Ще два аналогічні кулемети змонтовані на кронштейнах поруч з люками командира і заряджаючого. Загальний боєкомплект для кулеметів складає 10 000 патронів. Над дулом гармати передбачена установка дистанційно керованого кулемета калібру 12,7 мм; прицілювання великокаліберного кулемета здійснюється за допомогою основного прицілу навідника. 60-мм міномет встановлений ліворуч на даху башти; стрільбу з цього міномета веде заряджаючий через відкритий люк. Боєкомплект — 30 осколково-фугасних, димових і освітлювальних мін.

### Силова установка

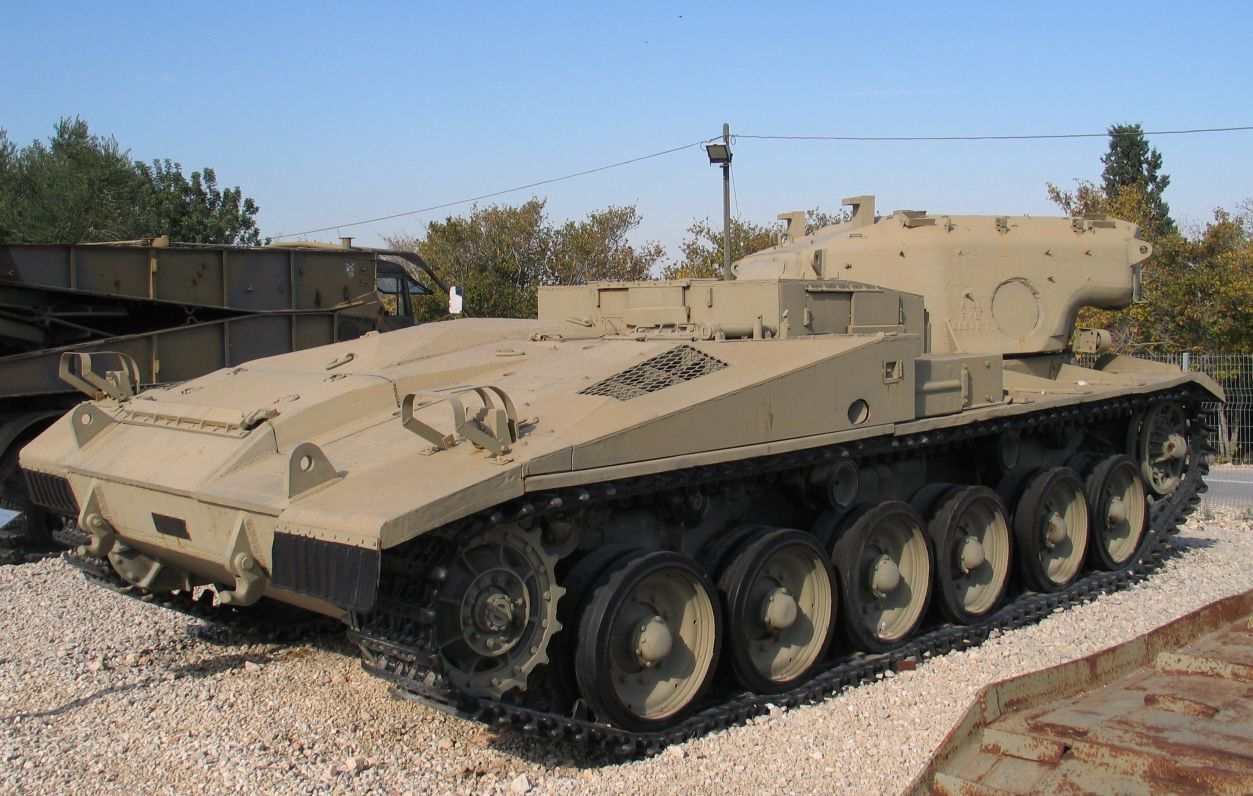
Прототип «Меркава» (на шасі танка «Центуріон»)

Двигун — американський дизель повітряного охолодження «Теледайн Континентал» AVDS-1790-5A з турбонаддувом. Це форсований до 900 к.с. двигун AVDS-1790, що використовувався на американських танках M60 та ізраїльських «Центуріон» і M48. Трансмісія також американська, Аллісон CD-850-6B, але модернізована ізраїльськими фахівцями, напівавтоматична, гідромеханічна, з гідрооб'ємним механізмом повороту.

### Ходова частина

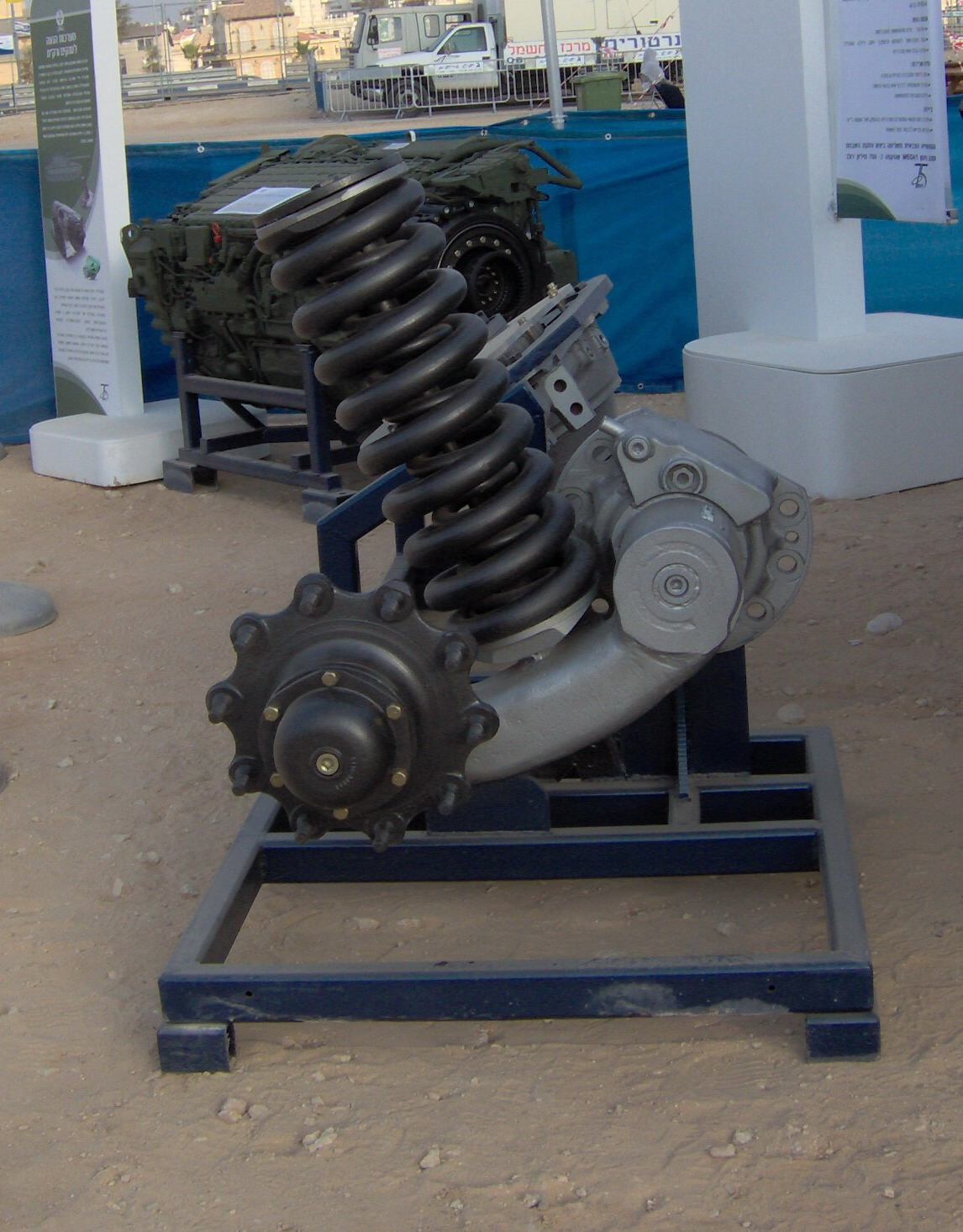
Пружинна підвіска

Підвіска незалежна, пружинна типу Крісті. З кожного борту встановлено по шість обгумованих опорних котків діаметром 790 мм і по п'ять підтримувальних роликів: два з них підтримують верхню гілку гусениці за вилучену від корпуса частину, а три — за найближчу. Елементи підвіски розташовані із зовнішнього боку корпусу. На двох передніх і двох задніх вузлах підвіски змонтовані телескопічні гідравлічні амортизатори. Динамічний хід опорних котків — 210 мм. Кожен вузол підвіски кріпиться до корпусу на чотирьох болтах і може бути швидко замінений при виході з ладу внаслідок підриву на міні. Привідні колеса переднього розташування. Відмова від торсіонної підвіски дозволила виконати днище корпуса гладким, V-подібної форми, що, поряд з рознесеним бронюванням днища, підвищує захищеність корпусу при детонації міни. Балансири непарних за рахунком котків спрямовані в бік носа танка, парних — в бік корми, тому зовні вузли підвіски попарно утворюють три візки, що може ввести в оману, і в деяких джерелах вказується, що підвіска «Меркави» балансирно-пружинна, хоча насправді, вона незалежна.
Гусениці цілометалеві, з відкритими шарнірами. Ширина траків — 640 мм, кількість траків в гусениці — 110, довжина опорної поверхні — 4,52 м. Ходова частина прикрита шестисекційними екранами, виготовленими зі сталевої броні. Екрани можуть відкидатися вгору для доступу до елементів підвіски.

## Варіанти

### Меркава Mark I

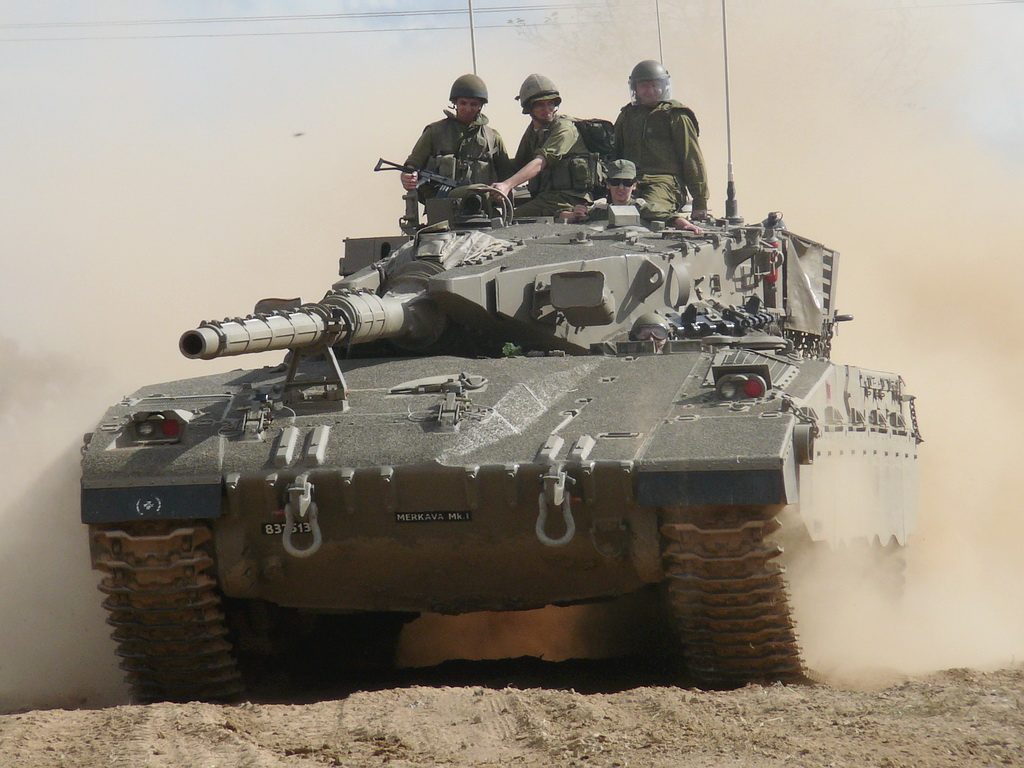
Merkava Mark I у військовому музеї Лешани, Чехія

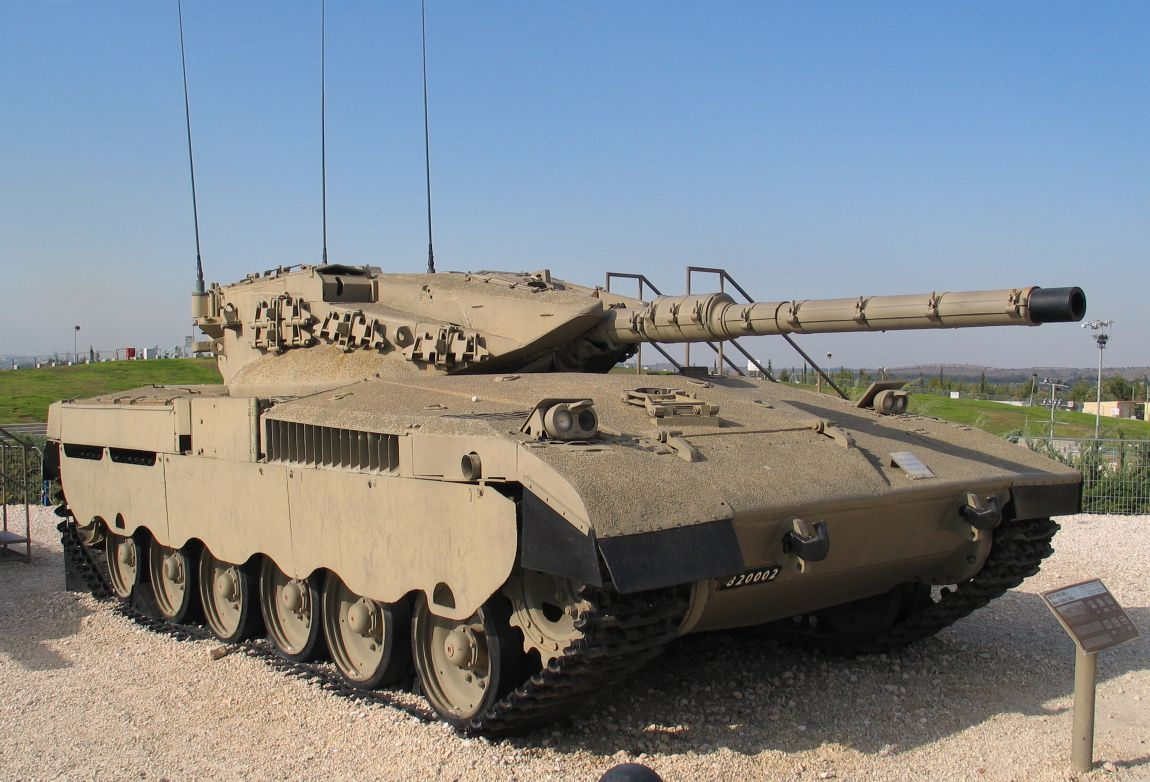
Merkava Mark I у Яд Ла-Шаріон.

Спроєктований для масового виробництва «Меркава Марк I» використовується з 1978 року, є оригінальним дизайном створеним відповідно до рішення ізраїльського генерала Таля. «Меркава Марк I» має вагу 63 тонни й двигун потужністю 900 к.с., питома потужність складала 14 к.с./т. Головним озброєнням є 105 мм гармата M68 (ліцензована копія британської гармати Royal Ordnance L7), додаткове озброєння складається з двох 7,62 мм кулеметів для захисту від піхоти, та 60 мм зовнішнього міномета, при цьому мінометник не прикритий бронею.
Загальний дизайн траків і котків було взято від британського танка Центуріон, які використовувалися під час війни Судного дня і показали високу ефективність у скелястій місцевості Голан.
Вперше Меркава була використана у бою під час Ліванської війни, де Ізраїль розгорнув 180 одиниць. Попри їх успіх, БТР M113 які їх супроводжували, були визнані не дуже ефективними. Меркави були перероблені на саморобні БТРи або броньовані машини медичної допомоги шляхом зняття сховищ боєприпасів. Десять солдатів або поранених могли потрапити до машини через задні двері.
Після війни у конструкцію танку було внесено ряд покращень. Зокрема, 60 мм міномет з дистанційним керуванням було встановлено по середині корпусу. Дистанційне керування було схожим до того, що використовувалось на танках Centurion Mk 3 і 2" з мінометом Mk.III. Попадання снаряда у кормову частину башти спричиняло її заклинювання. Тому, на кормову частину башти було встановлено плетений ланцюг для руйнування і знищення пострілів з РПГ та протитанкових ракет ще до влучання їх в основну броню.

### Меркава Mark II
Танк «Меркава Марк II»було введено в експлуатацію у квітні 1983. Танк  був схожий на танк «Меркава Марк I», але він мав численні невеликі покращення, які дав досвід використання танку у Лівані. Новий танк було пристосовано для ведення бою в міських умовах та у конфліктах малої інтенсивності. Загальна вага Марк II не перевищувала  вагу Mark I.
На Mark II встановлено таку ж гармату 105 мм та кулемет 7,62 мм як і на Mark I, але 60 мм міномет було перенесено до корпусу зі встановленням дистанційним керуванням. Автоматична трансмісія ізраїльського виробництва і збільшені паливні баки для збільшення дальності були встановлені на всі танки Mark II. На башті були встановлені плетені ланцюги для захисту від ручних реактивних гранат які були на озброєнні піхоти. Багато дрібних змін було внесено до системи керування вогнем. Оновлено метеорологічні сенсори, аналізатори зустрічного вітру та тепловізійну оптику та електронно-оптичні перетворювачі, що збільшило оглядовість на полі бою.
Нові версії оригінального Mark II мали позначення:
- Mark IIB, з термальною оптикою та оновленнями у системі керування вогнем.
- Mark IIC, зі збільшеним бронюванням даху башти, для покращення захисту від атак з повітря.
- Mark IID, з модульною композитною бронею на шасі та башті, що дозволяє швидко замінити пошкоджену броню.

У 2015 збройні сили Ізраїлю почали розконсервовувати старі моделі й переробляти їх на важкі бронетранспортери. Гармати, башти й сховища для снарядів у корпусі було демонтовано для створення бронетранспортерів які були кращі за легші М113. Було перероблено сотні шасі Mark II у машини підтримки для використання як машин першої допомоги, логістичних і рятівних місій. До кінця 2016, після 33 років служби, остання бригада яка використовує Меркави II буде переведена на танки Меркави III та Меркави IV, передаючи техніку у резервні частини для проведення патрулювання кордонів під час конфліктів і для перероблення у БТР.

### Меркава Mark III

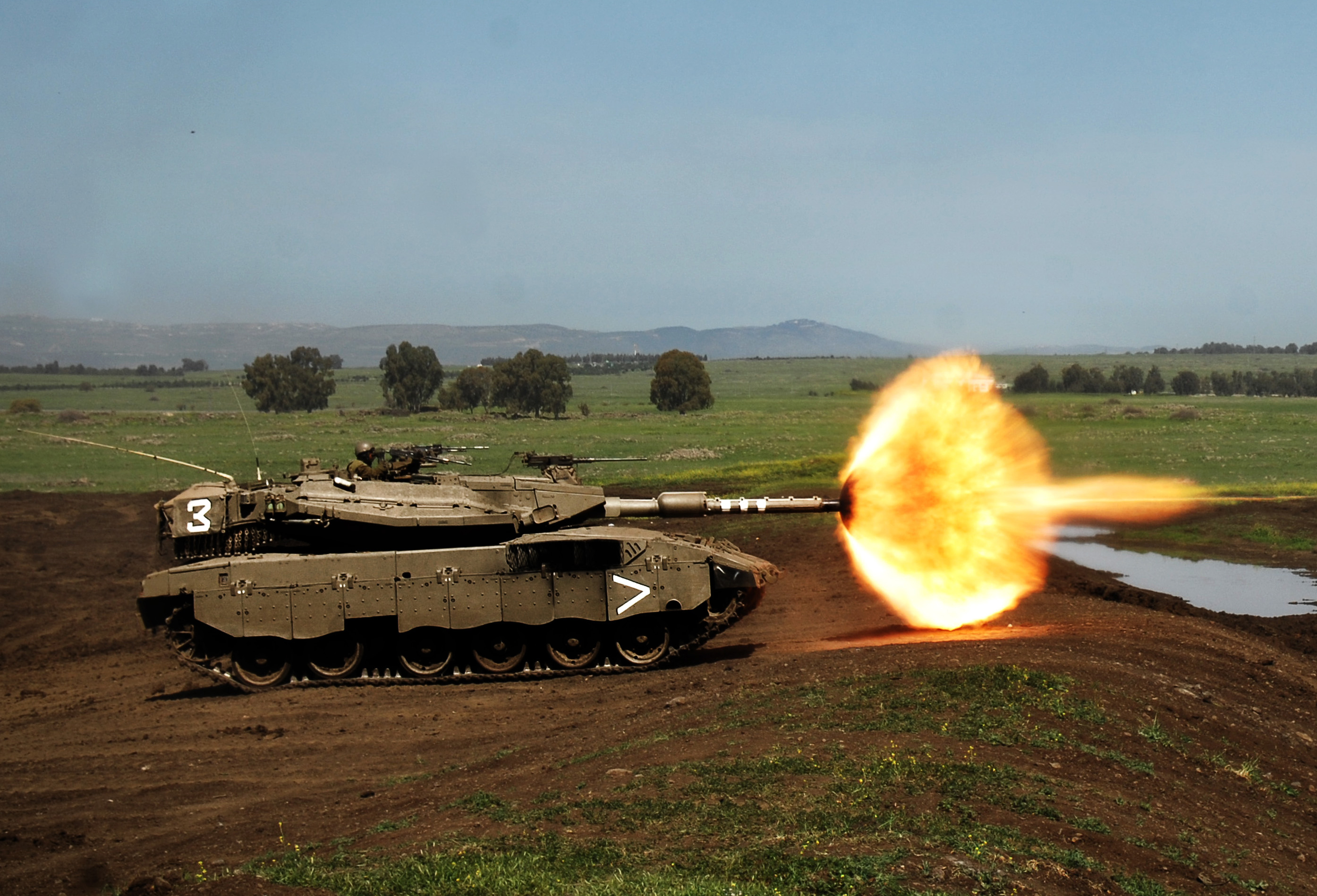
Стрільба з Меркава IIID Baz – система керування вогнем Baz збільшує точність стрільби

Танк Меркава Mark III був представлений у грудні 1989 і випускався до 2003. Станом на 2016, Меркава III є найбільш численним танком на ізраїльській службі. У порівнянні з Меркавою II, він має модернізовані трансмісію, силові агрегати, озброєння та електронні системи. Найпомітнішим доповненням стало встановлення гармати місцевої розробки IMI 120 мм. Ця гармата і дизельний двигун потужністю 1200 к.с. збільшили загальну вагу танка до 65 т, але більш потужний двигун збільшив швидкість до 60 км/год.
Башта перероблена для незалежного переміщення відносно шасі, що дозволяє слідкувати за ціллю без урахування руху танка. Окрім того, були зроблені наступні зміни:
- Зовнішній двосторонній телефон для зв'язку між екіпажем і піхотою яка прикриває танк,
- Покращене сховище боєприпасів створене для зменшення ризику передчасного пострілу,
- Додатковий лазерний цільовий указник,
- Включення системи модульної броні Kasag, яка була створена для швидкої заміни і відновлення на полі бою і для швидкого оновлення при появі нових конструкцій і складних матеріалів,

#### Система BAZ
У 1995 Mark III BAZ (акронім з івриту ברק זוהר, Barak Zoher, що означає Сяюча Блискавка) отримав велику кількість оновлень і додаткових систем, в тому числі:
- Оновлені компоненти системи керування вогнем, від Electro Optics Industries (EL-OP) та Elbit, дають танку можливість атакувати рухливі цілі (автоматичний трекер цілі),
- Система захисту від ЗМУ,
- Централізована система кондиціонування місцевого виробництва,
- Додаткові покращення у балістичному захисті,
- Mark IIID отримав знімну модульну композитну броню на шасі та башту.

#### Dor-Dalet
Останнє покоління класу Mark III був Mark IIID Dor-Dalet (Іврит: Четверте покоління), включає декілька компонентів які були встановлені як прототипи на танку Mark IV.
- Покращені й зміцнені траки (створені Caterpillar, розроблені в Ізраїлі),
- Установка R-OWS.

### Меркава Mark IV

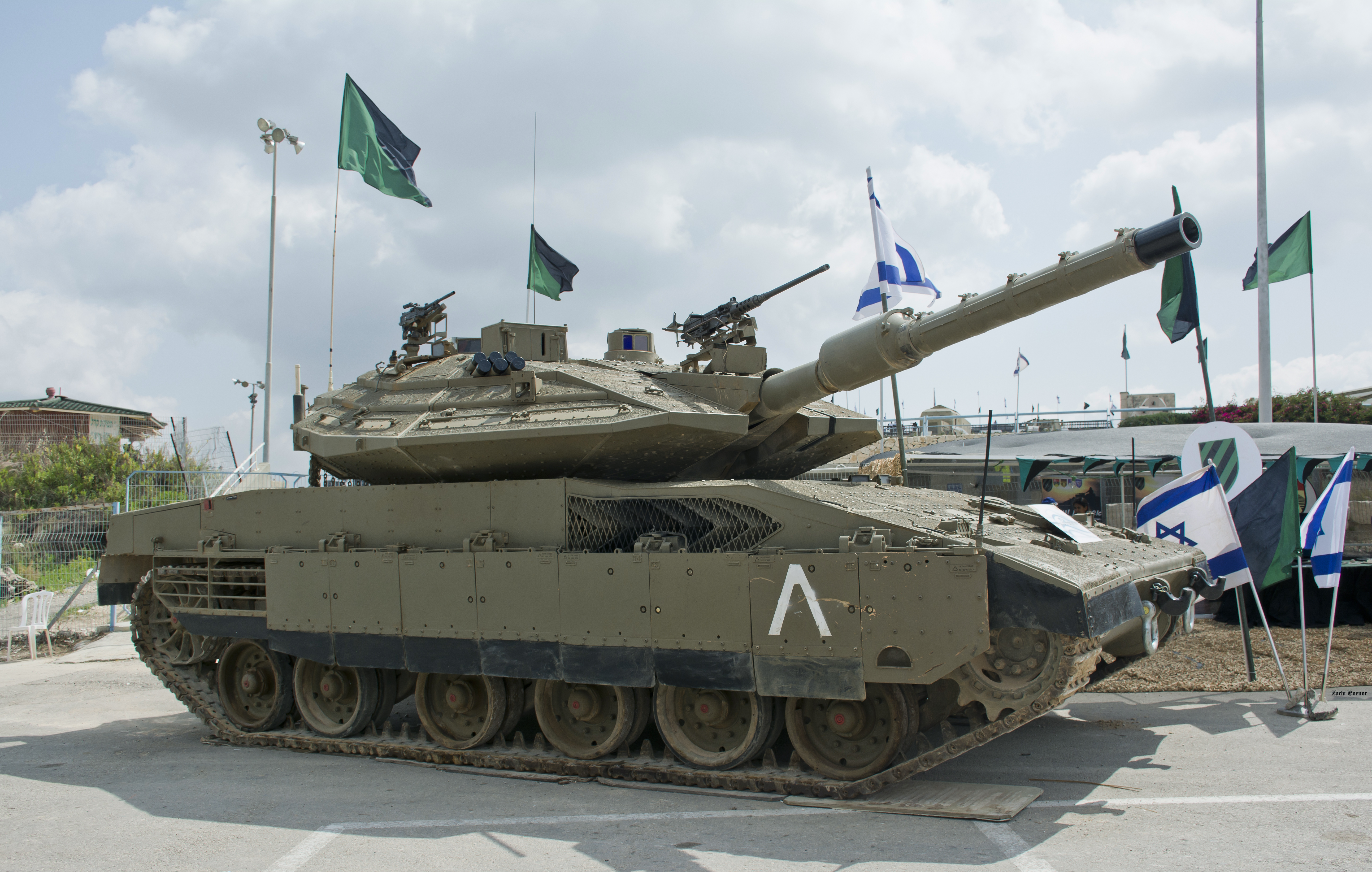
Меркава Mark IV

Танк Mark IV розроблявся з 1999 і випуск було розпочато 2004. Розробку оновлення було анонсовано у жовтні 1999 у виданні Bamachaneh ("У таборі"). Проте, Меркава Mark III залишалася у виробництві до 2003. Перші Меркава IV були у виробництві до кінця 2004.
Модель мала нову систему контролю вогню El-Op Knight Mark 4. Знімна модульна броня, з Меркави Mark IIID, використовується зі всіх сторін, в тому числі згори й V-подібний броньовий набір для днища. Ця модульна система розроблена для того, щоб пошкоджені танки можна було швидко відремонтувати та повернути в стрій.
Боєзапас танка зберігається у вогнестійкому контейнері, який зменшує шанс передчасного вибуху через пожежу у середині танка. Башта "суха": у ній не зберігаються снаряди.
Деякі функції, такі як форма корпусу, зовнішнє не блікуюче фарбування та екранування виділення тепла двигуна шляхом змішування вихлопів з повітрям для зменшення термального силуету, були взяті з програми IAI Lavi розробки повітряних сил Ізраїлю, щоб ускладнити визначення танка за допомогою теплових сенсорів і радарів.
Mark IV має велику 120 мм гармату від попередньої версії, але може використовувати більш широку номенклатуру снарядів, в тому числі HEAT та БПС такі як APFSDS БОПС, використовує електричний напівавтоматичний револьверний магазин на 10 снарядів. Також на танк встановлено більший 12,7 мм кулемет для боротьби з легкою бронетехнікою.
Mark IV має ізраїльську "TSAWS (Tracks, Springs, and Wheels System)" гусеничну систему, яка має назву "Mazkom" (івр. מערכת זחלים קפיצים ומרכובים, מזקו"ם) у військах. Система розроблена для зменшення ковзання танка у скелястій місцевості Голанських висот.
Танк має ізраїльську Elbit Systems BMS (Бойову систему керування; Іврит: צי"ד), централізовану систему яка отримує дані з підрозділів стеження і БПЛА, які відображуються на кольоровому екрані та передаються іншим підрозділам у шифрованому вигляді з BMS на полі бою.
Для Меркави IV було розроблено швидкозмінну модульну броню, яку можна легко зняти та замінити. Він також розроблений для зменшення вартості у виробництві й легкого технічного обслуговування; вартість танка є меншою у порівнянні з західними зразками.

### Меркава Mk IVM

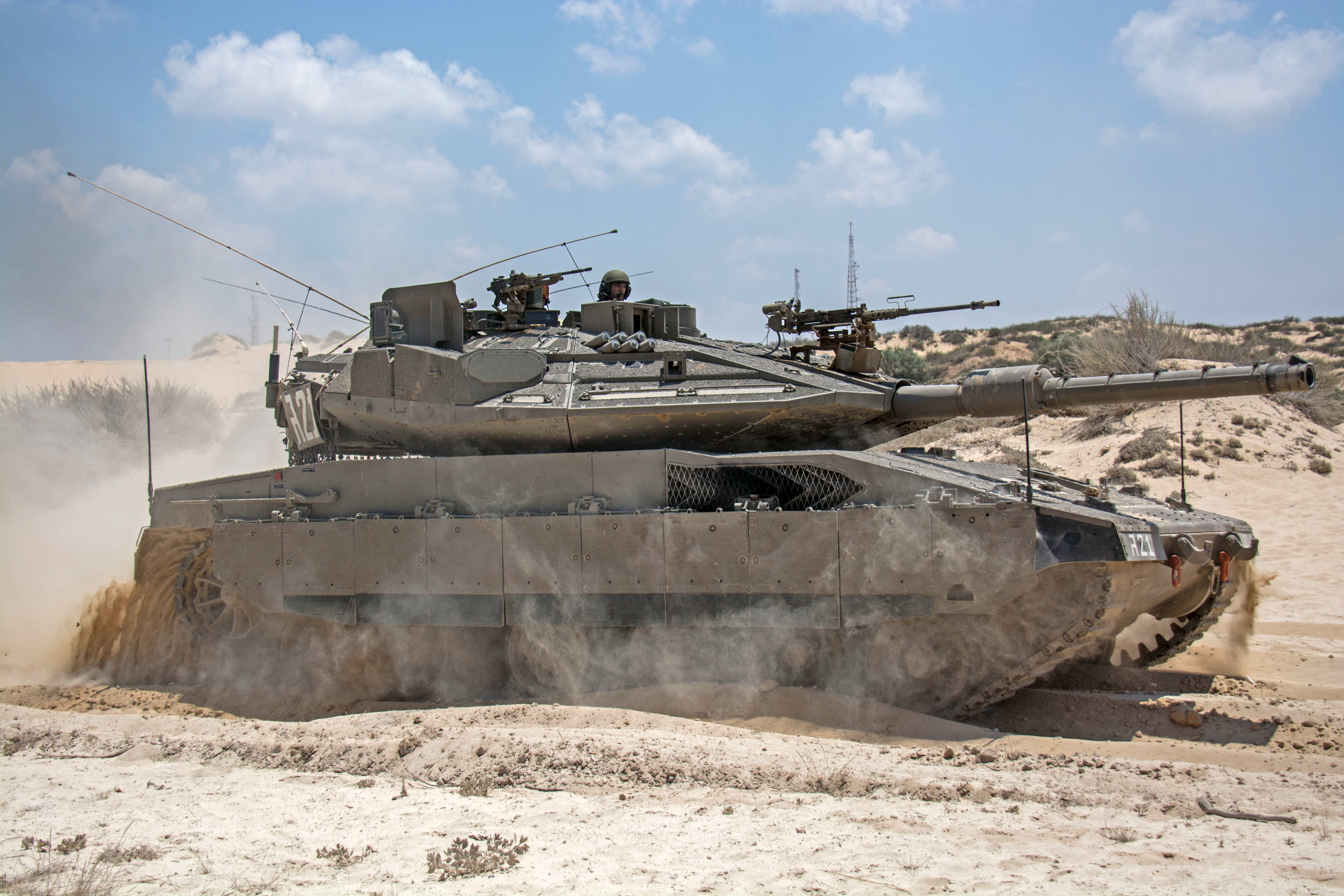
Меркава Mk 4m Windbreaker, має активний захист Трофі, під час операції «Незламна скеля»

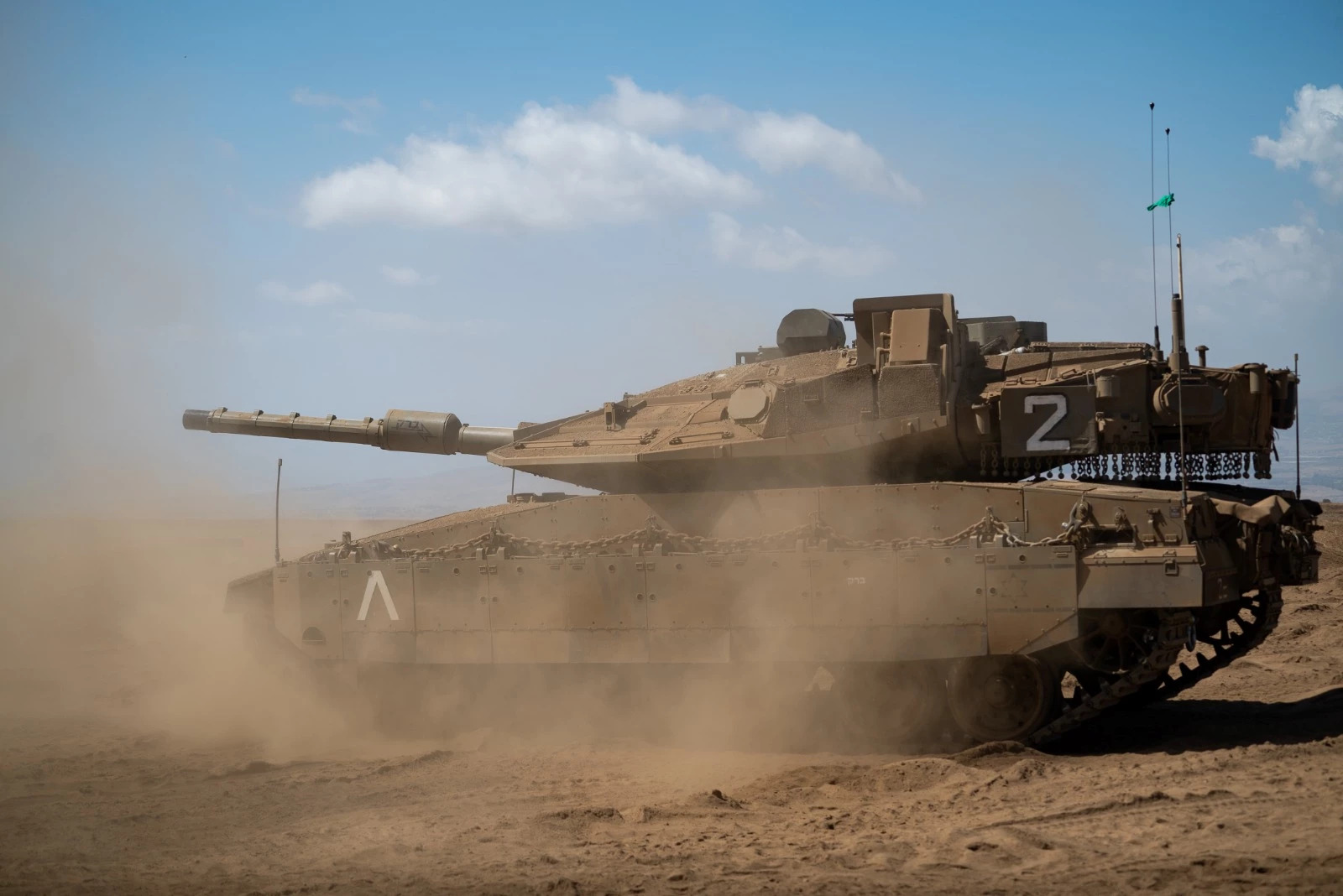
Merkava Mk 5 Barak

Меркава Mk 4M оснащена активним захистом «Меї́ль Ру́ах» (івр. מעיל רוח / Meil Ruach — «вітрівка», також відома за англомовними назвами Windbreaker та Trophy). Серійне виробництво танків Меркава Mk 4M розпочалося у 2009, а перша бригада, оснащена ними, розпочала службу у 2011. КАЗ «Трофі» успішно перехоплював РПГ снаряди і ПТКР, втому числі 9M133 Корнет, якими стріляли Хамас перед і під час операції «Непорушна скеля» у 2014. Відомо, що оснащено цією системою близько 1000 бойових машин, включно з танками.

### Меркава Mark V «Барак»
Меркава Mk 5 «Бара́к» (івр. ברק / Barak — «блискавка») почав досліджуватись 2015 року, з 2018 тривала розробка. Перші випробування пройшли 2020 року, а надійшли до військ танки влітку — восени 2023. Танк отримав КАЗ «Меїль Руах», оновлені приціл та СКВ, а також нові сенсори. Командир танка має шолом IronVision, подібний до шоломів пілотів винищувачів, що дозволяє здійснювати 360-градусний огляд навколишнього середовища.

## Машини на базі
- «Намер» — важкий бронетранспортер/бойова машина піхоти.

## Характеристики
|                     | Меркава Mark I | Меркава Mark II | Меркава Mark III | Меркава Mark IV |
| Історія служби      | Історія служби | Історія служби | Історія служби | Історія служби |
| ------------------- | --- | --- | --- | --- |
| На службі           | 1979–? (лише резервні сили) | 1983– | 1990– | 2004– |
| Оператор            | Збройні сили Ізраїлю | Збройні сили Ізраїлю | Збройні сили Ізраїлю | Збройні сили Ізраїлю |
| Війни               | Ліванська війна (1982), Перша палестинська інтифада, Конфлікт у Південному Лівані, Друга палестинська інтифада, 2006 Ліванська війна | Конфлікт у Південному Лівані, Перша палестинська інтифада, Друга палестинська інтифада, Лівансько-ізраїльський конфлікт (2006), Війна в Секторі Гази | Конфлікт у Південному Лівані, Друга палестинська інтифада, Лівансько-ізраїльський конфлікт (2006), Війна в Секторі Гази, Операція «Незламна скеля» | Лівансько-ізраїльський конфлікт (2006), Війна в Секторі Гази, Операція «Незламна скеля»                                       |

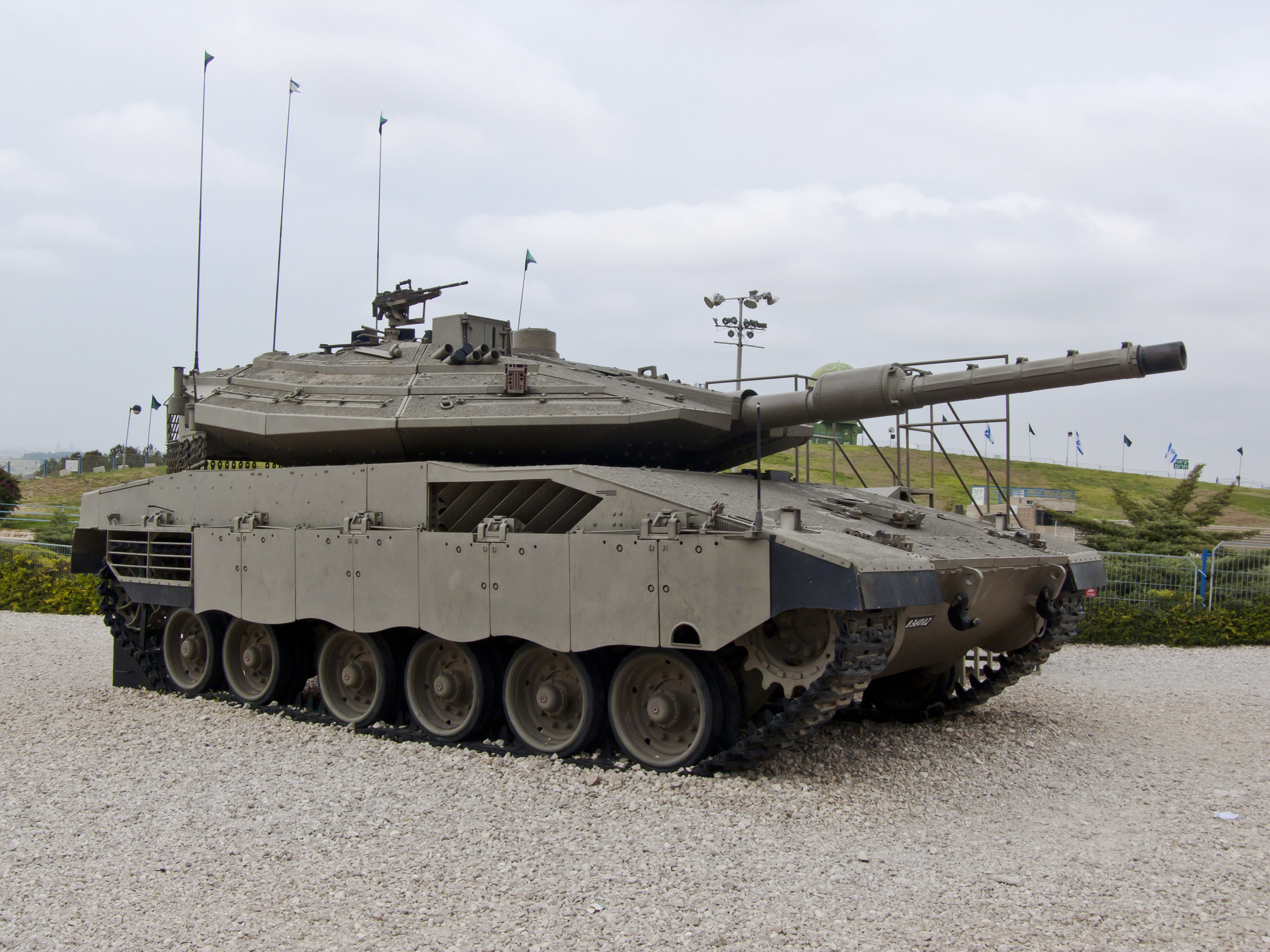
Меркава 4 в 2011 році

| Виробництво         | | | | |
| Розробник           | MANTAK (Merkava Tank Office) | MANTAK (Merkava Tank Office) | MANTAK (Merkava Tank Office) | MANTAK (Merkava Tank Office)                                                                                                  |
| Виробник            | MANTAK (Merkava Tank Office) | MANTAK (Merkava Tank Office) | MANTAK (Merkava Tank Office) | MANTAK (Merkava Tank Office)                                                                                                  |
| Дата виробництва    | 1978—1983 | 1982—1989 | 1990—2002 | 2003— |
| Кількість           | 250 | 580 | 780 | 360 |
| Специфікація        | | | | |
| Вага                | ≈63 тон | ≈63 тон | ≈65 тон | ≈65 тон |
| Довжина             | з гарматою вперед: 8,30 м (27 фут 3 дюйм) корпус: 7,45 м (24 фут 5 дюйм)                                                             | з гарматою вперед: 8,30 м (27 фут 3 дюйм) корпус: 7,45 м (24 фут 5 дюйм)                                                                             | з гарматою вперед: 9,04 м (29 фут 8 дюйм) корпус: 7,60 м (24 фут 11 дюйм)                                                                          | з гарматою вперед: 9,04 м (29 фут 8 дюйм) корпус: 7,60 м (24 фут 11 дюйм)                                                     |
| Ширина              | 3,70 м (12 фут 2 дюйм) (без екранів)                                                                                                 | 3,70 м (12 фут 2 дюйм) (без екранів) | 3,70 м (12 фут 2 дюйм) (без екранів) | 3,72 м (12 фут 2 дюйм) (без екранів)                                                                                          |
| Висота              | 2,65 м (8,7 фут) (дах башти) | 2,65 м (8,7 фут) (дах башти) | 2,66 м (8,7 фут) (дах башти) | 2,66 м (8,7 фут) (дах башти)                                                                                                  |
| Екіпаж              | 4 (командир, водій, стрілець, заряджаючий-навідник). Можна перевозити десант.                                                        | 4 (командир, водій, стрілець, заряджаючий-навідник). Можна перевозити десант.                                                                        | 4 (командир, водій, стрілець, заряджаючий-навідник). Можна перевозити десант.                                                                      | 4 (командир, водій, стрілець, заряджаючий-навідник). Можна перевозити десант.                                                 |
| Броня               | Катана гомогенна броня | Рознесена катана гомогенна броня | Композитна броня, модульна конструкція. | Композитна матриця з ламінованого кераміка-сталь-нікель сплаву. Конструкція має раціональне модульне бронювання.              |
| Головна гармата     | 105 мм (4,1 дюйм) M68 нарізна танкова гармата з LAHAT ПТРК.                                                                          | 105 мм (4,1 дюйм) M68 нарізна танкова гармата з LAHAT ПТРК.                                                                                          | 120 мм (4,7 дюйм) MG251 гладкоствольна танкова гармата з LAHAT ПТРК.                                                                               | 120 мм (4,7 дюйм) MG253 гладкоствольна танкова гармата з LAHAT ПТРК.                                                          |
| Додаткове озброєння | 2–3 × 7,62 мм (0,300 дюйм) MG 1 × 60 мм (2,4 дюйм) зовнішній міномет 12 димових гранат                                               | 2–3 × 7,62 мм (0,300 дюйм) MG 1 × 60 мм (2,4 дюйм) внутрішній міномет 12 димових гранат                                                              | 3 × 7,62 мм (0,300 дюйм) MG 1 × 60 мм (2,4 дюйм) внутрішній міномет 12 димових гранат                                                              | 1 × 12,7 мм (0,50 дюйм) MG 2 × 7,62 мм (0,300 дюйм) MG 1 × 60 мм (2,4 дюйм) внутрішній міномет (покращений) 12 димових гранат |
| Двигун              | Teledyne Continental AVDS-1790-6A 908 к. с. (677 кВт) V12 дизельний двигун з повітряним охолодженням                                 | Teledyne Continental AVDS-1790-6A 908 к. с. (677 кВт) V12 дизельний двигун з повітряним охолодженням                                                 | Teledyne Continental AVDS-1790-9AR 1 200 к. с. (895 кВт) V12 повітряного охолодження дизельний двигун                                              | General Dynamics GD883 (MTU883) 1 500 к. с. (1 119 кВт) V12 дизельний двигун рідинного охолодження                            |
| Потужність / вага   | ≈14.5 кс/т | ≈14.5 кс/т | ≈18.5 кс/т | ≈23 кс/т |
| Боєкомплект         | 53 по 62 снаряди, 6 на контейнер | 53 по 62 снаряди, 6 на контейнер | 46 снарядів, 5 у механічному барабані | 48 снарядів, 10 у електричному барабані                                                                                       |
| Трансмісія          | Allison Transmission CD850-6BX гідромеханічна напівавтоматична                                                                       | Ashot Ashkelon гідромеханічна автоматична, 4 передачі.                                                                                               | Ashot Ashkelon гідромеханічна автоматична, 4 передачі.                                                                                             | Ashot Ashkelon гідромеханічна автоматична, 5 передач (ліцензована копія Renk RK325).                                          |
| Підвіска            | Пружинна | Пружинна | Пружинна | Пружинна |
| Кліренс             | 0,53 м (1 фут 9 дюйм) | 0,53 м (1 фут 9 дюйм) | 0,45 м (1 фут 6 дюйм) | 0,45 м (1 фут 6 дюйм) |
| Ємність палива      | 1,100–1,400 літри | 1,400 літри | 1,400 літри | 1,400 літри |
| Дальність           | 400—500 км (250—310 миля) | 500 км (310 миля) | 500 км (310 миля) | 500 км (310 миля) |
| Швидкість           | 50 км/год (31 миля/год) | 50 км/год (31 миля/год) | 60 км/год (37 миля/год) | 64 км/год (40 миля/год) |

## Виробництво
Серійне виробництво «Меркава Mk.1» почалося в середині 1979 року. Всього було вироблено близько 250 танків цієї моделі. Всі танки «Меркава Mk.1» були частково модернізовані до рівня Mk.2 («Меркава Mk.1B»). Вперше в світі всі боєприпаси мали вогнестійку упаковку. У кормі була механізована боєукладка на 5 снарядів.

## На озброєнні
- Ізраїль — 250 Merkava Mk.1, 580 Merkava Mk.2, 780 Merkava Mk.3 і 360(додаткове замовлення ще на 300 од) Merkava Mk.4[26]
- Сінгапур — в червні 2014 року укладено контракт на поставку 50 нових Merkava Mk.4 на загальну суму 500 млн $.[27][28]
- Кіпр — У червні 2023 року стало відомо, що Ізраїль продає близько двох сотень танків Mk 2 та Mk 3 до двох неназваних європейських країн[29]. Пізніше стало відомо, що танки отримає Кіпр, який планує віддати власні Т-80У Україні[30].

## Тактико-технічні характеристики
| Тактико-технічні характеристики сучасних основних бойових танків | Тактико-технічні характеристики сучасних основних бойових танків                            | Тактико-технічні характеристики сучасних основних бойових танків | Тактико-технічні характеристики сучасних основних бойових танків       |
| ---------------------------------------------------------------- | ------------------------------------------------------------------------------------------- | ---------------------------------------------------------------- | ---------------------------------------------------------------------- |
| {\displaystyle M}                                                | Бойова маса (загальна вага танка в бойовому стані) в тоннах                                 | {\displaystyle V}                                                | Максимальна швидкість (по шосе) в кілометрах на годину                 |
| {\displaystyle L}                                                | Довжина (загальна довжина танка з гарматою вперед) в міліметрах                             | {\displaystyle L_{k}}                                            | Запас ходу по шосе (без встановлення додаткових баків) в кілометрах    |
| {\displaystyle L^{w}}                                            | Ширина (від гусениці до гусениці, без бортових екранів) в міліметрах                        | {\displaystyle B}                                                | Кількість пострілів з основної гармати                                 |
| {\displaystyle H}                                                | Висота (по даху башти) в міліметрах                                                         | {\displaystyle C}                                                | Калібр основної гармати в міліметрах                                   |
| {\displaystyle W}                                                | Потужність силової установки (двигуна) танка в кінській силі                                | На озброєнні                                                     | Рік прийняття на озброєння першої моделі                               |
| {\displaystyle N}                                                | Питома потужність (відношення потужності {\displaystyle W} до маси {\displaystyle M} танка) | Активний захист                                                  | Відсутність чи наявність систем активного захисту (APS)                |
| {\displaystyle E}                                                | Екіпаж танка (чоловік)                                                                      | Динамічний захист                                                | Відсутність чи наявність систем динамічного захисту (ERA, NxRA, SLERA) |

| Порівняння ТТХ сучасних основних бойових танків | Порівняння ТТХ сучасних основних бойових танків | Порівняння ТТХ сучасних основних бойових танків | Порівняння ТТХ сучасних основних бойових танків | Порівняння ТТХ сучасних основних бойових танків | Порівняння ТТХ сучасних основних бойових танків | Порівняння ТТХ сучасних основних бойових танків | Порівняння ТТХ сучасних основних бойових танків | Порівняння ТТХ сучасних основних бойових танків | Порівняння ТТХ сучасних основних бойових танків | Порівняння ТТХ сучасних основних бойових танків | Порівняння ТТХ сучасних основних бойових танків | Порівняння ТТХ сучасних основних бойових танків | Порівняння ТТХ сучасних основних бойових танків | Порівняння ТТХ сучасних основних бойових танків | Порівняння ТТХ сучасних основних бойових танків |
| Список можна сортувати. Натисніть назву колонки яку потрібно відсортувати. Клацніть знову, щоб змінити порядок сортування. Оновіть сторінку щоб відновити до початкового виду. | Список можна сортувати. Натисніть назву колонки яку потрібно відсортувати. Клацніть знову, щоб змінити порядок сортування. Оновіть сторінку щоб відновити до початкового виду. | Список можна сортувати. Натисніть назву колонки яку потрібно відсортувати. Клацніть знову, щоб змінити порядок сортування. Оновіть сторінку щоб відновити до початкового виду. | Список можна сортувати. Натисніть назву колонки яку потрібно відсортувати. Клацніть знову, щоб змінити порядок сортування. Оновіть сторінку щоб відновити до початкового виду. | Список можна сортувати. Натисніть назву колонки яку потрібно відсортувати. Клацніть знову, щоб змінити порядок сортування. Оновіть сторінку щоб відновити до початкового виду. | Список можна сортувати. Натисніть назву колонки яку потрібно відсортувати. Клацніть знову, щоб змінити порядок сортування. Оновіть сторінку щоб відновити до початкового виду. | Список можна сортувати. Натисніть назву колонки яку потрібно відсортувати. Клацніть знову, щоб змінити порядок сортування. Оновіть сторінку щоб відновити до початкового виду. | Список можна сортувати. Натисніть назву колонки яку потрібно відсортувати. Клацніть знову, щоб змінити порядок сортування. Оновіть сторінку щоб відновити до початкового виду. | Список можна сортувати. Натисніть назву колонки яку потрібно відсортувати. Клацніть знову, щоб змінити порядок сортування. Оновіть сторінку щоб відновити до початкового виду. | Список можна сортувати. Натисніть назву колонки яку потрібно відсортувати. Клацніть знову, щоб змінити порядок сортування. Оновіть сторінку щоб відновити до початкового виду. | Список можна сортувати. Натисніть назву колонки яку потрібно відсортувати. Клацніть знову, щоб змінити порядок сортування. Оновіть сторінку щоб відновити до початкового виду. | Список можна сортувати. Натисніть назву колонки яку потрібно відсортувати. Клацніть знову, щоб змінити порядок сортування. Оновіть сторінку щоб відновити до початкового виду. | Список можна сортувати. Натисніть назву колонки яку потрібно відсортувати. Клацніть знову, щоб змінити порядок сортування. Оновіть сторінку щоб відновити до початкового виду. | Список можна сортувати. Натисніть назву колонки яку потрібно відсортувати. Клацніть знову, щоб змінити порядок сортування. Оновіть сторінку щоб відновити до початкового виду. | Список можна сортувати. Натисніть назву колонки яку потрібно відсортувати. Клацніть знову, щоб змінити порядок сортування. Оновіть сторінку щоб відновити до початкового виду. | Список можна сортувати. Натисніть назву колонки яку потрібно відсортувати. Клацніть знову, щоб змінити порядок сортування. Оновіть сторінку щоб відновити до початкового виду. |
| Танк | {\displaystyle M} | {\displaystyle L} | {\displaystyle L^{w}} | {\displaystyle H} | {\displaystyle W} | {\displaystyle N} | {\displaystyle E} | {\displaystyle V} | {\displaystyle L_{k}} | {\displaystyle B} | {\displaystyle C} | На озброєнні | Динамічний захист | Активний захист | Джерела |
| --- | --- | --- | --- | --- | --- | --- | --- | --- | --- | --- | --- | --- | --- | --- | --- |
| БМ «Оплот» Україна | 51 | 9720 | 3400 | 2285 | 1200 | 24,7 | 3 | 70 | 400 | 46 | 125 | 2009 | «Дуплет» | «Варта» | 12 |
| Т-90С Росія | 46,5 | 9530 | 3370 | 2280 | 1000 | 21,5 | 3 | 60 | 450 | 42 | 125 | 2005 | так | «Штора-1» | 1 2 |
| Leopard 2A6M Німеччина | 62,5 | 10970 | 3030 | 2640 | 1500 | 24,0 | 4 | 68 | 500 | 42 | 120 | 2004 | так | «MUSS» | 1 2 |
| Merkava Mark IV Ізраїль | 65 | 9040 | 3720 | 2660 | 1500 | 23,0 | 4 | 64 | 500 | 48 | 120 | 2003 | «LAHAT» | «Trophy» | 1 2 |
| Abrams M1A2SEP США | 63 | 9830 | 3650 | 2370 | 1500 | 23,8 | 4 | 68 | 426 | 48 | 120 | 2000 | «ARAT» | «AN/VLQ-6 MCD» | 1 2 3 |
| РТ-91А Польща | 45,3 | 9670 | 3600 | 2200 | 1000 | 21,8 | 3 | 60 | 480 | 42 | 125 | 2010 | «ERAWA» | «OBRA-3» | 1 2 3 4 |
| Leclerc Франція | 54,5 | 9870 | 3710 | 2530 | 1500 | 27,52 | 3 | 72 | 500 | 40 | 120 | 1992 | так | н/д | 1 2 |
| Challenger 2 Велика Британія | 62,5 | 11500 | 3500 | 2490 | 1200 | 19,2 | 4 | 56 | 450 | 52 | 120 | 2002 | так | н/д | 1 2 |
| K1А1 (тип 88) Південна Корея | 53,1 | 9710 | 3600 | 2250 | 1200 | 22 | 4 | 65 | 500 | 32 | 120 | 2000 | н/д | ні | 1 2 3 |
| тип 99А2 КНР | 58 | 11000 | 3400 | 2250 | 1500 | 27,8 | 3 | 65 | 450 | 32 | 125 | 2000 | FY-4 | JD-3 | 1 2 |
| Arjun Mk.1 Індія | 57,6 | 10638 | 3864 | 2320 | 1400 | 23,9 | 4 | 70 | 450 | 39 | 120 | 2011 | ні | ні | 12 |
| C1 Ariete Італія | 54 | 9670 | 3420 | 2510 | 1247 | 23 | 4 | 65 | 550 | 42 | 120 | 1995 | ні | так | 1 2 |
| Al-Khalid Пакистан | 48 | 10070 | 3500 | 2400 | 1200 | 26 | 3 | 72 | 500 | 39 | 125 | 2001 | так | «Варта» | 1 2 |
| Тип 10 Японія | 44 | 9485 | 3240 | 2300 | 1200 | 27 | 3 | 70 | н\д | н\д | 120 | 2010 | н\д | н\д | 1 2 |
| Zulfiqar Іран | 36 | 7000 | 3600 | 2400 | 780 | 21,7 | 3 | 70 | 450 | н\д | 125 | 1996 | ні | ні | 1 |

| Основні тактико-технічні дані       | Меркава Mk.1                                                                              | Меркава Mk.2                                                                                 | Меркава Mk.3 | Меркава Mk.4                                                                                  |
| ----------------------------------- | ----------------------------------------------------------------------------------------- | -------------------------------------------------------------------------------------------- | --- | --------------------------------------------------------------------------------------------- |
| Рік прийняття на озброєння          | 1979                                                                                      | 1983                                                                                         | 1990 | 2004                                                                                          |
| бойова маса, т                      | 56                                                                                        | 60                                                                                           | 63 | 65                                                                                            |
| Екіпаж, осіб                        | 4                                                                                         | 4                                                                                            | 4 | 4                                                                                             |
| Питома потужність, к. с./т          | 16,1                                                                                      | 15                                                                                           | 19 | 23,1                                                                                          |
| Довжина танка з гарматою вперед, мм | 8300                                                                                      | 8300                                                                                         | 9040 | 9040                                                                                          |
| Довжина корпусу, мм                 | 7450                                                                                      | 7450                                                                                         | 7600 | 7600                                                                                          |
| Ширина по гусеничним стрічок, мм    | 3720                                                                                      | 3720                                                                                         | 3720 | 3720                                                                                          |
| Висота танка по даху башти, мм      | 2660                                                                                      | 2660                                                                                         | 2660 | —                                                                                             |
| Довжина опорної поверхні, мм        | 4520                                                                                      | 4520                                                                                         | — | —                                                                                             |
| Кліренс, мм                         | 530                                                                                       | 530                                                                                          | 530 | 530                                                                                           |
| Максимальна швидкість руху, км/год  | 56                                                                                        | 56                                                                                           | 60 | 65                                                                                            |
| Запас ходу по паливу, км            | 400                                                                                       | 500                                                                                          | 500 | 500                                                                                           |
| Максимальний кут підйому            | 30 °                                                                                      | 30 °                                                                                         | 30 ° | 30 °                                                                                          |
| Ширина рову, м                      | 3                                                                                         | 3                                                                                            | 3 | 3                                                                                             |
| Глибина броду, м                    | 1,38                                                                                      | 1,38                                                                                         | 1,38 | 1,38                                                                                          |
| Тип броні                           | рознесена                                                                                 | рознесена + комбінована                                                                      | модульна, комбінована | модульна, комбінована                                                                         |
| Танкова гармата                     | 105-мм нарізна M68                                                                        | 105-мм нарізна M68                                                                           | 120-мм гладкоствольна MG251 | 120-мм гладкоствольна MG253                                                                   |
| Спарений з гарматою кулемет         | 7,62-мм MAG                                                                               | 7,62-мм MAG                                                                                  | 7,62-мм MAG | 7,62-мм MAG                                                                                   |
| Зенітний кулемет                    | 2 × 7,62-мм MAG                                                                           | 2 × 7,62-мм MAG                                                                              | 2 × 7,62-мм MAG | 7,62-мм MAG                                                                                   |
| Кут горизонтального обстрілу        | 360 °                                                                                     | 360 °                                                                                        | 360 ° | 360 °                                                                                         |
| кут підвищення                      | 20 °                                                                                      | 20 °                                                                                         | 20 ° | 20 °                                                                                          |
| кут зниження на ніс танка           | 8,5 °                                                                                     | 8,5 °                                                                                        | 7,5 ° | —                                                                                             |
| Тип артилерійського пострілу        | унітарний з металевою гільзою                                                             | унітарний з металевою гільзою                                                                | унітарний з частково згоряє гільзою                                                                                                  | унітарний з частково згоряє гільзою                                                           |
| Боєкомплект, пострілів              | 62                                                                                        | 62                                                                                           | 46 | 48                                                                                            |
| Постріли першої черги               | 6 в ящику на підлозі бойового відділення                                                  | 6 в ящику на підлозі бойового відділення                                                     | 5 в механічному барабані на підлозі бойового відділення                                                                              | 10 в електричному барабанному механізмі в ніші башти                                          |
| Боєкомплект, патронів               | 10 000                                                                                    | 10 000                                                                                       | 10 000 | 10 000                                                                                        |
| Система управління вогнем           | «Матадор-1»                                                                               | «Матадор-2»                                                                                  | «Матадор-3» або «Баз» | вдосконалений «Баз»                                                                           |
| Стабілізатор танкового озброєння    | 2-площинний гідравлічний                                                                  | 2-площинний гідравлічний                                                                     | 2-площинний електричний | 2-площинний електричний                                                                       |
| Приціл-далекомір                    | комбінований перископний, з пасивним нічним каналом та лазерним далекоміром               | комбінований перископний, з пасивним нічним каналом або тепловізором та лазерним далекоміром | стабілізований в 2 площинах, комбінований перископний, з тепловізором та лазерним далекоміром                                        | стабілізований в 2 площинах, комбінований перископний, з тепловізором та лазерним далекоміром |
| Приціл командира                    | перископний з відведенням від прицілу навідника                                           | перископний з відведенням від прицілу навідника                                              | перископний з відведенням від прицілу навідника або стабілізований в 2 площинах, перископний комбінований, з пасивним нічним каналом | стабілізований в 2 площинах, перископний комбінований, з тепловізійним нічним каналом         |
| Двигун                              | 12-циліндровий чотиритактний дизель повітряного охолодження AVDS-1790-5A                  | 12-циліндровий чотиритактний дизель повітряного охолодження AVDS-1790-5A                     | 12-циліндровий чотиритактний дизель повітряного охолодження AVDS-1790-9AR                                                            | 12-циліндровий чотиритактний дизель водяного охолодження GD883                                |
| Потужність двигуна, л. с.           | 900                                                                                       | 900                                                                                          | 1200 | 1500                                                                                          |
| Місткість паливних баків, л         | 1100                                                                                      | 1400                                                                                         | 1400 | 1400                                                                                          |
| Трансмісія                          | «Аллісон» CD-850-6B, напівавтоматична гідромеханична, з гідрооб'ємним механізмом повороту | «Ашот», автоматична гідромеханічна, з гідрооб'ємним механізмом повороту                      | «Ашот», автоматична гідромеханічна, з гідрооб'ємним механізмом повороту                                                              | Renk RK 325, автоматична гідромеханічна, з гідрооб'ємним механізмом повороту                  |
| Кількість передач, вперед/назад     | 2/1                                                                                       | 4/3                                                                                          | 4/3 | 5/4                                                                                           |
| Ходова частина                      | з переднім розташуванням ведучих коліс                                                    | з переднім розташуванням ведучих коліс                                                       | з переднім розташуванням ведучих коліс                                                                                               | з переднім розташуванням ведучих коліс                                                        |
| Гусениці                            | ОМШ                                                                                       | ОМШ                                                                                          | ОМШ | ОМШ                                                                                           |
| Кількість траків                    | 110                                                                                       | 110                                                                                          | 110 | 110                                                                                           |
| Ширина трака, мм                    | 640                                                                                       | 640                                                                                          | 660 | 660                                                                                           |
| Тип амортизації опорного котка      | зовнішня                                                                                  | зовнішня                                                                                     | зовнішня | зовнішня                                                                                      |
| Діаметр опорного котка, мм          | 790                                                                                       | 790                                                                                          | 790 | 790                                                                                           |
| Система підресорювання              | індивідуальна, пружинна з гідравлічними амортизаторами                                    | індивідуальна, пружинна з гідравлічними амортизаторами                                       | індивідуальна, пружинна з гідравлічними амортизаторами                                                                               | індивідуальна, пружинна з гідравлічними амортизаторами                                        |
| Амортизатори                        | телескопічні гідравлічні                                                                  | телескопічні гідравлічні                                                                     | роторні гідравлічні | роторні гідравлічні                                                                           |

## Бойове використання
Докладніше про застосування системи активного захисту «Меїль руах»/«Трофі» див.: Меїль руах#Бойове застосування

### Друга Ліванська війна
Танки «Меркава» також брали участь у Другій ліванській війні у 2006 році. Загалом у конфлікті було задіяно 350—400 машин різних моделей.

### Вторгнення ХАМАСу в Ізраїль (2023)
Під час вторгнення ХАМАСу в Ізраїль у жовтні 2023 року палестинські бойовики уразили кілька танків «Меркава», на яких система активного захисту «Меїль руах»/«Трофі» з невідомих причин не спрацювала. Також терористи користувались кількома слабкими місцями системи. Щонайменше один танк було знищено скиданням ПГ-7ВР на дах башти, у сліпій зоні активного захисту. Раніше ця тактика набула широкої популярності в українських військових для знищення російських танків під час російського вторгнення (з 2022). Ізраїльтяни під час операції «Залізні мечі», яка розпочалась одразу після вторгнення, почали наслідувати поширений серед росіян та українців спосіб захисту від таких боєприпасів — протидронові сітки (також відомі як «мангал»), наварені на дах башти.
Також палестинці застосовували подвійні РПГ-7, які мали наслідувати принцип РПГ-30: один боєприпас (кумулятивний ПГ-7ВС) мав ініціювати активний захист, а другий (тандемний ПГ-7ВР) — пробити броню танка, оскільки система нібито не може перехопити одночасно кілька цілей у вузькому секторі.